# Labbsand
Labbsand bildar sedan 2015 den sammanhängande tätorten Valåsen och Labbsand i Karlskoga kommun. Den ligger nära den kommunöverskridande småorten Knutsbol vid kommungränsen mot Degerfors.
Labbsand, som ligger vid den östra stranden av sjön Möckeln, var en fritidsanläggning för tjänstemän.
År 2023 utnämndes badstranden i Labbsand till Örebro läns bästa badplats.